# Toffee
Il toffee (AFI: /ˈtɔffi/), termine talvolta adattato in toffe (/ˈtɔffe/), toffi o la mou (/mu/), è una preparazione dolciaria di origine inglese a base di caramello bruno, ottenuta cuocendo insieme zucchero e glucosio (o melassa) con burro e latte, o latte condensato, o panna. Il loro nome deriva da "taffy", una caramella per bambini.

## Descrizione e preparazione
Il colore del toffee è solitamente brunastro, a causa della reazione di Maillard con cui vengono caramellizzati in cottura gli zuccheri che contiene; ha sapore molto dolce e consistenza da morbida a solida.
I metodi di preparazione sono leggermente diversi a seconda della consistenza che si vuole ottenere: per esempio, si può impiegare o non impiegare acqua. Uno dei metodi è miscelare acqua, zucchero e glucosio, cuocendoli a bagnomaria a una temperatura di circa 126-128 °C in vaso aperto e raffreddando poi il composto su un vassoio o ripiano oppure, nel caso di produzione industriale, tramite appositi nastri trasportatori meccanizzati.
Una volta pronto, il toffee si presenta come una lastra dello spessore di pochi centimetri; viene tagliato per essere consumato come dolcetto o come caramella, a seconda della consistenza e delle dimensioni dei pezzi. Le caramelle di toffee vengono a loro volta definite toffee; quelle di consistenza morbida e gommosa sono comunemente note in italiano come «caramelle mou».
Il toffee ha avuto una notevole diffusione nel mondo, diversificandosi in migliaia di varianti. Il tipo di ingredienti, la temperatura di cottura, gli eventuali additivi e ingredienti aggiuntivi (quali granella di nocciole o di mandorle, noce, cioccolato, croccante, malto, caffè, panna, liquore, cocco grattugiato) possono variare notevolmente le caratteristiche del prodotto finale.